# Impotenza appresa

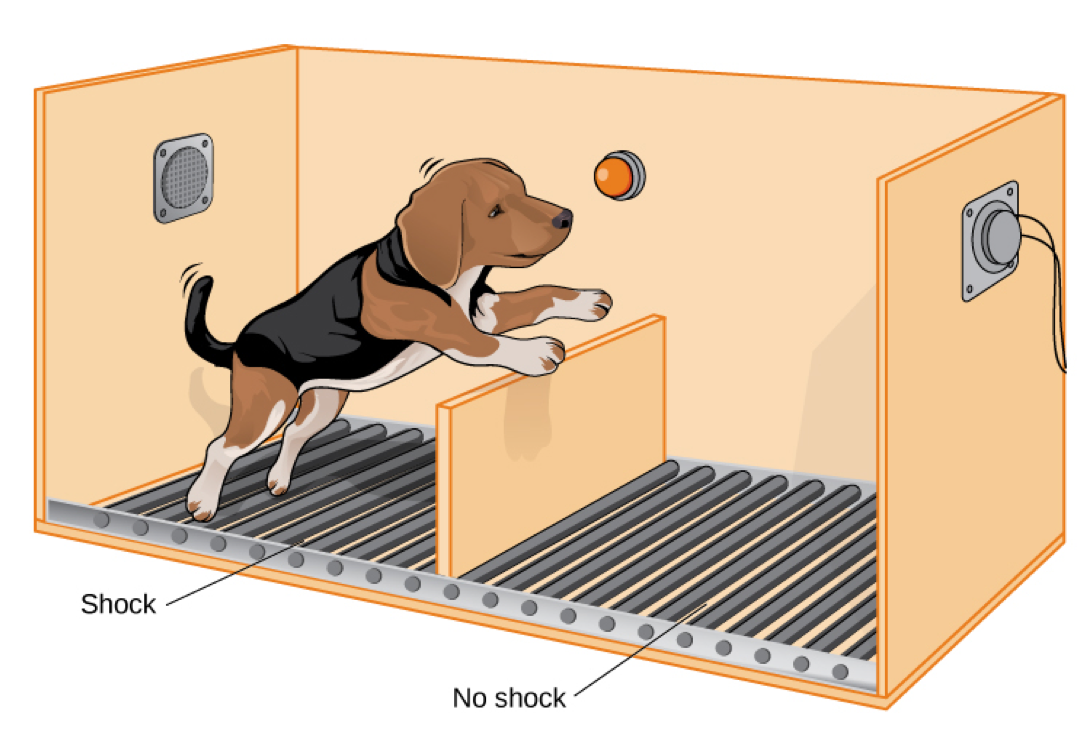
Esperimento della "scossa inevitabile".

Con i termini impotenza appresa o impotenza acquisita ci si riferisce, nell'ambito delle neuroscienze e della psicologia, al comportamento esibito da un soggetto dopo aver sopportato ripetuti stimoli avversi al di fuori del suo controllo. 
Inizialmente si pensava che fosse causata dall'accettazione da parte del soggetto della propria impotenza: discontinui tentativi da parte del soggetto di sfuggire, sottrarsi o evitare lo stimolo avverso, anche quando la possibilità di tali alternative gli venivano presentate in modo inequivocabile; dopo aver mostrato tale comportamento, dunque, si diceva che il soggetto avesse acquisito la cosiddetta impotenza appresa.
Ma negli ultimi decenni, invece, la neuroscienza ha fornito nuove informazioni sull'impotenza appresa, ribaltando del tutto la teoria originale. Secondo le prospettive delle nuove teorie, il cervello è predisposto a pensare di non avere alcun controllo sulle varie situazioni, ed è piuttosto il concetto di "potenza" a venir appreso.
Nell'uomo, l'impotenza appresa è collegata al concetto di autoefficacia, ossia la credenza dell'individuo di possedere un'innata capacità di raggiungere e concretizzare obiettivi. La teoria della impotenza appresa sostiene che la depressione clinica e le malattie mentali ad essa collegate possano derivare da tale assenza (reale o percepita) di controllo sull'esito di una situazione.

## Ricerca e teoria

### Primi esperimenti chiave
Lo psicologo americano Martin Seligman iniziò la ricerca sull'impotenza appresa nel 1967 presso l'Università della Pennsylvania, partendo dal suo interesse nei confronti della depressione. Successivamente, tale ricerca è stata ampliata attraverso esperimenti da parte di Seligman stesso e di altri.
Uno dei primi fra questi è stato condotto da Seligman e Maier: nella prima fase di questo studio, tre gruppi di cani sono stati posti in delle imbracature.
Ai cani del gruppo 1 è stata posta una imbracatura per un certo periodo di tempo, per poi essere successivamente rilasciati. I gruppi 2 e 3 erano invece composti da "coppie soggiogate". Ai cani del gruppo 2 venivano somministrate scosse elettriche in momenti casuali, ma che potevano essere evitate se i cani avessero premuto una leva. Ogni cane del gruppo 3 era accoppiato ad un cane del gruppo 2, e ogni qualvolta un cane del gruppo 2 riceveva una scarica elettrica, il cane del gruppo 3 a cui era accoppiato riceveva una scarica della stessa intensità e durata ma la sua leva non fermava in alcun modo tale scossa. I cani del gruppo 3 erano indotti a pensare che la scossa finisse in modo casuale, in quanto era il cane del gruppo 2 a cui erano accoppiati a causarne l'arresto. Pertanto, per i cani del gruppo 3, la scossa era un evento "inevitabile".
Nella seconda parte dell'esperimento sono stati testati gli stessi tre gruppi di cani in una scatola contenente due scomparti rettangolari divisi da una barriera alta poche decine di centimetri. A tutti i cani era possibile sfuggire alla scossa saltando nell'altra parte della scatola, superando una piccola barriera nel mezzo. Mentre i cani dei gruppi 1 e 2 impararono rapidamente questo comportamento, riuscendo così a sottrarsi alla scossa, la maggior parte dei cani del gruppo 3 (quello che in precedenza avevano appreso che nessuna loro azione aveva effetto sulle scariche) semplicemente si sdraiavano passivamente, gemendo quando venivano colpiti dalla stessa.

### Esperimenti successivi
Esperimenti successivi sono serviti a confermare l'effetto depressivo causato dalla percezione di una mancanza di controllo sugli stimoli avversi. In un esperimento, alcuni esseri umani hanno svolto compiti mentali in presenza di un rumore fastidioso che poteva essere interrotto tramite un interruttore soltanto dalle persone del gruppo 1 ma non da quello del gruppo 2. 
Coloro i quali potevano usare un interruttore per disattivare il rumore fastidioso raramente si preoccupavano di farlo, eppure mostravano prestazioni migliori rispetto a quelli che non avevano possibilità di disattivare il rumore. Per gli appartenenti al primo gruppo l'essere semplicemente consapevoli di avere a disposizione l'opzione di disattivare il rumore era sufficiente a contrastare gli effetti dello stesso. Nel 2011 uno studio svolto sugli animali ha scoperto che quelli in possesso di uno strumento di controllo sugli stimoli stressanti mostravano cambiamenti nell'eccitabilità di alcuni neuroni nella corteccia prefrontale. Gli animali che invece erano privi di tale strumento non mostravano questo effetto neurale, presentando invece segnali assimilabili all'impotenza appresa e all'ansia sociale.

## Implicazioni per la salute
Le persone che percepiscono gli eventi come al di fuori del proprio controllo mostrano una varietà di sintomi che possono minacciare il loro benessere psico-fisico. Sono infatti spesso vittime di stress, mostrano elementi di passività o di aggressività e possono anche avere difficoltà a svolgere compiti cognitivi come la risoluzione dei problemi. È meno probabile che siano spinte a modificare i propri comportamenti malsani, tendendo, ad esempio, a trascurare diete, esercizio fisico e cure mediche.

### Depressione
Psicologi clinici e cognitivisti hanno individuato una forte correlazione tra sintomi simil-depressivi e l'impotenza appresa in esperimenti svolti su animali da laboratorio.
Negli esseri umani, alcuni studi hanno notato come giovani adulti e genitori di mezza età con uno stile esplicativo pessimistico spesso siano soggetti a depressione, essendo carenti nella capacità di risoluzione dei problemi e di ristrutturazione cognitiva e dichiarando scarsa soddisfazione nei confronti del proprio lavoro e delle relazioni interpersonali sul posto di lavoro. I soggetti che presentano uno stile pessimistico tendono anche ad avere un sistema immunitario indebolito, presentando non solo una maggiore vulnerabilità a disturbi minori (quali, ad esempio, raffreddore o influenza) e malattie gravi (quali infarti o tumori), ma anche una guarigione meno positiva.

### Impatto sociale
L'impotenza appresa può contribuire a una vasta gamma di disturbi sociali.
- Nell'ambito di relazioni violente, la vittima sviluppa spesso impotenza appresa. Ciò si verifica quando la vittima, confrontandosi con l'aggressore o cercando di lasciarlo, vede i propri sentimenti respinti e banalizzati. Tale situazione si manifesta anche quando l'aggressore dimostra un falso interesse alle richieste della vittima senza però apportare alcun cambiamento al proprio comportamento, o quando lo stesso impedisce alla vittima la fuga.
- L'effetto motivazionale dell'impotenza appresa è spesso presente nell'ambito scolastico. Gli studenti che presentano ripetutamente scarsi risultati possono giungere alla conclusione di non essere in grado di migliorare le proprie prestazioni. Tale giustificazione impedisce loro di provare ad avere successo, il che a sua volta si traduce in una maggiore impotenza, perdita di autostima e altre conseguenze sociali negative[17][18].
- L'abuso minorile tramite abbandono può essere una manifestazione di impotenza appresa. Ad esempio, quando i genitori credono di non essere in grado di fermare il pianto di un bambino, possono essere spinti semplicemente a rinunciare a provare a fare qualsiasi cosa per il bambino[19].
- Coloro che si presentano con estrema timidezza o ansia nelle situazioni sociali possono diventare passivi a causa di sentimenti di impotenza appresa. Gli studiosi Gotlib e Beatty hanno scoperto che le persone che citano l'impotenza in contesti sociali tendono ad essere viste negativamente da altri, il che tende a rafforzare la passività.
- Le persone anziane possono rispondere con impotenza appresa alla morte di amici e familiari, alla perdita del posto di lavoro o di altre fonti di reddito e allo sviluppo di problemi di salute legati all'età. Ciò può spingerli a cure mediche, affari finanziari e altre esigenze importanti[20].
- L'impotenza appresa è un fattore chiave nella depressione causata da pregiudizi ai quali il soggetto non può sottrarsi[21]. L'impotenza appresa che deriva da un pregiudizio inevitabile corrisponde all'impotenza nata di fronte a uno schock inevitabile[22].
- Secondo Ruby Payne, il trattamento dei poveri può portare a un ciclo di povertà e alla povertà generazionale. Questo tipo di impotenza appresa viene trasmessa dai genitori ai figli, e le persone che abbracciano tale mentalità sentono che non c'è modo di sfuggire alla povertà e quindi si deve vivere nel momento e non pianificare il futuro, intrappolando le famiglie nella povertà[23].

## Sviluppi in altri campi
Lo scienziato e ingegnere Donald Norman ha usato l'impotenza appresa come motivo per il quale le persone incolpano se stesse quando incontrano difficoltà nell'usare oggetti semplici nel loro ambiente.
Il sociologo americano Harrison White ha suggerito nel suo libro Identity and Control che la nozione di impotenza appresa può essere estesa, oltre la psicologia, anche nel regno dell'azione sociale. Quando una cultura o un'identità politica non riesce a raggiungere gli obiettivi desiderati, la percezione della propria abilità collettiva diminuiscono.

## Sviluppo sotto tortura
Gli studi sull'impotenza appresa sono serviti come base per lo sviluppo delle "tecniche di interrogatorio avanzate". Nei manuali Kubark della CIA, l'impotenza appresa viene designata come una forma di apatia che può derivare dall'uso prolungato di tecniche coercitive, le quali si traducono in uno stato da parte del soggetto di "terrore, debilità e dipendenza". Gli stessi manuali affermano che, qualora lo stato di "terrore, debilità e dipendenza" è indebitamente prolungato, il soggetto potrebbe sprofondare in un'apatia difensiva dalla quale è difficile sottrarlo.